# Nyanang Ri
Der Nyanang Ri ist ein 7071 m hoher Berg im Himalaya-Gebirgsmassiv Jugal Himal im Kreis Nyalam im Süden von Tibet (Volksrepublik China).
Der Nyanang Ri besitzt eine Schartenhöhe von 471 m und ist über einen nach Nordnordwesten führenden Berggrat mit dem Pungpa Ri und dem Achttausender Shishapangma verbunden. Er befindet sich 3,11 km südlich vom Pungpa Ri sowie 5,64 km südlich vom Hauptgipfel des Shishapangma. 2,65 km südlich erhebt sich der markante Gipfel Ice Tooth (6240 m). Im Westen strömt der Nyanang-Phu-Gletscher. Am Fuße des Ostgrats des Nyanang Ri befindet sich der Bergsee Kung Tso auf einer Höhe von 5075 m.

## Besteigungsgeschichte
Als eine Akklimatisierungsmaßnahme für eine Tour auf den Shishapangma führte eine jugoslawische Bergsteigergruppe bestehend aus Andrej Štremfelj, Stane Belak, Filip Bence und Pavle Kozjek am 12. Oktober 1989 eine Erstbesteigung des Nyanang Ri über den Westgrat durch.